# Sonia Masini
Sonia Masini (Ramiseto, 4 maggio 1953) è una politica italiana.
Si occupa di servizi, impresa e politica ed è stata la Presidente della provincia di Reggio Emilia dal 13 giugno 2004 al 10 ottobre 2014.

## Biografia
Ha frequentato le scuole superiori (Istituto Magistrale) a Castelnovo ne' Monti e successivamente si è iscritta alla facoltà di Magistero presso l'Università di Parma (oggi Lettere e Filosofia), dove ha superato tutti gli esami.
Ha iniziato a lavorare a 18 anni, appena diplomata, ed è stata assunta come educatrice presso la Provincia di Reggio Emilia. Ha operato nell'ambito dell'educazione, della riabilitazione e dell'inserimento scolastico di bambini diversamente abili.
Dopo essere stata assunta in pianta organica, si è licenziata per svolgere un'esperienza nel movimento delle donne. Successivamente, attraverso un concorso pubblico, è divenuta operatore culturale e si è occupata di organizzazione di eventi, storia e cultura popolare.
È stata sindaco del suo comune di origine a Ramiseto dal 25 luglio 1985 al 24 aprile 1995 e, successivamente, è rientrata in Provincia come amministratrice, Vicepresidente. È poi stata eletta Presidente (con il 67,7% dei voti), carica che ha ricoperto dal 2004 fino al 2014. Nel periodo della sua Presidenza l'ente ha mantenuto il pareggio di bilancio effettuando tagli consistenti alla spesa corrente e privilegiando gli investimenti.
Ha sostenuto, con atti amministrativi, iniziative e raccolta di firme, la riforma dell'organizzazione dello Stato e la possibilità di aggregare in modo nuovo i territori per renderli più competitivi e favorire economie di scala.
Dal 2005 al 2014 ha partecipato alla vita delle istituzioni europee: eletta al Comitato delle Regioni, ha collaborato con la commissione ed il parlamento europeo. Ha partecipato al dibattito e alla formazione di pareri sull'economia ed il sostegno alle imprese, l'agricoltura e la salubrità, tutela e promozione dei prodotti italiani, la salvaguardia dell'ambiente, il ciclo virtuoso nella raccolta e smaltimento dei rifiuti, le politiche energetiche, la ricerca e l'innovazione. Si è occupata in particolare, nell'ambito dell'attuazione della Strategia di Lisbona e della costruzione della nuova Europa, dei diritti di cittadinanza. È stata relatrice di diversi pareri per la Commissione europea, ha partecipato a workshop e seminari in diverse città europee sull'integrazione, i diritti dei bambini e delle donne. Ha anche collaborato con l'Agenzia per i diritti di Vienna.
È stata coordinatrice della delegazione italiana al Comitato delle Regioni, vice presidente della commissione Civex (diritti) e componente della commissione Ecos (economia, sociale) e del Bureau, coordinamento del Comitato delle regioni, dove ha assunto iniziative per favorire la semplificazione burocratica.